# Пророк Ахија
Ахија Силомит (хебр. אחיה - „Господњи брат“) - старозаветни, пророк. Живео је у јеврејском граду Силому. Пророковао је ок 1000 година пре Христа, под царевима: Соломоном, Јеровоамом и Авијем. Прорекао је Јеровоаму, слузи Соломоновом, да ће се зацарити над десет колена Израиљевих (1 Цар. 11:29). Тада је Ахија узео нови огртач који је био на њему и поцепао га на дванаест делова. Затим је рекао Јеровоаму:
„Узми десет делова, јер овако каже Јехова, Израелов Бог: ’Истргнућу краљевство из Соломонове руке и теби ћу дати десет племена. Њему ће остати само једно племе, због мог слуге Давида и због Јерусалима, града који сам изабрао између свих Израелових племена. Урадићу то зато што су ме оставили и почели да се клањају Астароти, богињи Сидонаца, Хемосу, богу Моаваца, и Мелхому, богу Амонових синова. Нису ходили мојим путевима, нису чинили оно што је исправно у мојим очима и нису се држали мојих одредаба и мојих закона као Давид, Соломонов отац. Али нећу му узети из руке цело краљевство, него ћу га оставити да буде владар док је год жив, због Давида, мог слуге, ког сам изабрао и који се држао мојих заповести и мојих одредаба. Из руке његовог сина узећу краљевство, то јест десет племена, и даћу га теби. А његовом сину даћу једно племе, да би Давид, мој слуга, увек имао светиљку преда мном у Јерусалиму, граду који сам себи изабрао да тамо пребива моје име. Тебе ћу узети да владаш над свим што ти душа жели и бићеш краљ над Израелом. Ако будеш слушао све што ти заповедам, ако будеш ходио мојим путевима и чинио оно што је исправно у мојим очима, држећи се мојих одредаба и мојих заповести, као што је чинио Давид, мој слуга, ја ћу бити с тобом и саградићу ти трајан дом, као што сам саградио Давиду, и даћу ти Израел. Понизићу Давидове потомке због њихових злих дела, али не заувек.‘“ (1 Цар. 11:32-99)
Након приступања Јеровоама идолопоклонству, Ахија. иако стар и слеп, предвидео је смрт његовог сина и потпуно уништење његовог племена. Ово пророчанство се испунило, син Јеровоамов, био је збачен и убијен и његова лоза се угасила (1 Цар 15:29). 
Православна црква прославља пророка Ахију 12. новембра по јулијанском календару), односно 26. новембра по грегоријанском календару. 